# Plózer István Víz Alatti Barlangkutató Szakosztály
A Plózer István Víz Alatti Barlangkutató Szakosztály a barlangok vízalatti részeinek, a szifonoknak kutatására specializálódott kutatócsoport.

## Története
A vízalatti barlangkutató szakosztály 1997-ben alakult, azzal a szándékkal, hogy a magyar vízalatti barlangkutatást újraélessze. A névadó Plózer István rengeteget tett a magyar vízalatti barlangkutatásért. 1977-ben életét vesztette egy hévízi barlangi merülés során. A csoportnak sok kutatási területe volt és van.

## Eredmények

### Kossuth-barlang
1997-ben a Plózer István Víz Alatti Barlangkutató Szakosztály búvárai átjutottak a szűkületen, a szifon ismert hosszát 50 méterről nagyjából 97 méterre emelve, 33 méteres mélységet elérve. A kutatásnak egy búvár halálos balesete vetett véget. Az Amphora Barlangkutató Csoport azóta komoly eredményeket ért el ebben a barlangban is. 

### Tapolcai-tavasbarlang
A csoport a Tapolcai-tavasbarlangban kezdte az első víz alatti merüléseit, eleinte csak a tapasztalatszerzés miatt merültek ott, nem sokkal később kutattak is. Igaz nem sok sikerrel, mivel a bakonyi karsztvízszint süllyesztése következtében néhány évig szárazzá vált barlangot a helyi Plecotus Barlangkutató Csoport szinte teljesen feltárta, feltérképezte, illetve dokumentálta is (ezeknek a járatoknak nagy részét ma már nem lehet bejárni, mivel újra víz alá kerültek, és a szűkületek miatt búvárfelszereléssel nem járhatóak). Ezért a szakosztály azokra a járatokra koncentrált, melyek mindig is a víz alatt maradtak. Így 2006-ban az MHS járatból néhány napi víz alatti bontás után felfedeztek egy 150 méteres járatot, ami sajnos egy komolyabb omlásban végződik. Ezt a járatot a csoport névadójáról Plózer-ágnak nevezték el. Időközben sikerült beúszniuk néhány „szárazon” feltárt járatba is és találtak még néhány új járatot. Ezek mérete azonban nem jelentős.

### Tapolcai-kórházbarlang
A kórházbarlang víz alatti része (lényegében egy 18×20×20-as méretű) forráskürtő, 2 jelentősebb oldaljárattal, amelyből az egyik bizonyíthatóan összefüggésben van a Tavas-barlanggal. Ebben az irányban a járat elszűkül, nehezítve a további kutatást.